# Завьялков, Афанасий Георгиевич
Афанасий Георгиевич Завьялков (22 августа 1922, Менщиково, Челябинская губерния — 15 августа 1999, Минск) — советский экономист, доктор экономических наук (1976), профессор (1976). Заслуженный деятель науки Белорусской ССР (1983). Специалист в области ценообразования и планирования народного хозяйства. Участник Великой Отечественной войны, капитан.

## Биография
Афанасий Георгиевич Завьялков родился 22 августа 1922 года в семье крестьянина-середняка в деревне Меньщиковой Меньщиковского (Менщиковского) сельсовета Башкирской волости Курганского уезда Челябинской губернии, ныне село Менщиково входит в Половинский муниципальный округ Курганской области. Русский.
Семья была раскулачена.
К 1941 году жил в селе Бакчар Бакчарского района Нарымского округа Новосибирской области, ныне район входит в состав Томской области.
В Рабоче-крестьянскую Красную Армию призван Бакчарским РВК. В 1942 году окончил Днепропетровское артиллерийское училище, в звании лейтенанта был направлен на фронт, где с июня 1942 года по январь 1944 года участвовал в боях, командир противотанковой артиллерийской батареи 711-го стрелкового полка 215-й стрелковой дивизии. В местечке Замосточье под Витебском в бою его тяжело ранило. Врачи сделали шесть операций и ампутировали ногу по бедро. Демобилизован 4 апреля 1944 года.
В 1945 году вернулся в село Бакчар Томской области. Заведовал культурно-просветительным отделом в Бакчарском районе.
В 1946 году поступил в Московский государственный экономический институт на специальность «Политическая экономия». После окончания института в 1951 году поступил в аспирантуру на кафедру специальных экономических проблем этого же института.
В 1954 году защитил кандидатскую диссертацию «Себестоимость продукции и ценообразование в сельхозмашиностроении» и был направлен на преподавательскую работу в Белорусский государственный экономический институт народного хозяйства имени В. В. Куйбышева, г. Минск. В БГИНХ имени В. В. Куйбышева прошёл путь от ассистента кафедры планирования народного хозяйства до заведующего этой кафедрой.
В 1971 году издал первый в СССР учебник «Цены и ценообразование в СССР». По этому учебнику изучали курс «Ценообразование» студенты всех вузов СССР. В последующем он с дополнениями был дважды переиздан, переведён на испанский язык и издан на Кубе.
В 1976 году защитил докторскую диссертацию «Методологические вопросы планирования чистого дохода в ценах», стал профессором.
Автор более 80 научных и методических работ.
Подготовил 10 кандидатов наук, среди которых граждане Сирии, Вьетнама, Конго.
Член КПСС. Был главным редактором межведомственного сборника «Экономика и организация промышленного производства», лектором общества «Знание»
Афанасий Георгиевич Завьялков умер 15 августа 1999 года. Похоронен на Кальварийском кладбище Фрунзенского района города Минска Республики Беларусь.

## Научные труды
Учебник «Цены и ценообразование в СССР» в переводе на испанский язык был издан на Кубе.
- Завьялков А. Г. Планирование цен. — Минск: Изд-во М-ва высш. сред. спец. и проф. образования БССР, 1962. — 99 с. — 1530 экз.[6]
- Завьялков А. Г. Ценообразование на промышленную продукцию. — Минск: Беларусь, 1967. — 116 с. — 4000 экз.[7]
- Завьялков А. Г. Цены и ценообразование в СССР : Учебник для экон. вузов и фак.. — Минск: Вышэйш. школа, 1971. — 368 с. — 8000 экз.[8]
- Завьялков А. Г. Планирование цен на продукцию промышленности. — Минск: Беларусь, 1974. — 144 с. — 4800 экз.[9]
- Завьялков А. Г. Цены и ценообразование в СССР : Учебник для экон. вузов и фак.. — 2-е изд., перераб.. — Минск: Вышэйш. школа, 1976. — 352 с. — 10 000 экз.[10]
- Завьялков А. Г. Планирование и калькулирование себестоимости промышленной продукции. — Минск: Беларусь, 1978. — 159 с. — 5800 экз.[11]
- Завьялков А. Г. Себестоимость и ценообразование в торфяной промышленности БССР. — Минск: БелНИИНТИ, 1979. — 43 с. — 300 экз.[12]
- Завьялков А. Г. Планирование чистого дохода в ценах. — Минск: Наука и техника, 1980. — 246 с. — 2050 экз.[13]
- Завьялков А. Г. Цены и ценообразование в СССР : Учебник для экон. вузов и фак.. — 3-е изд., перераб. и доп.. — Минск: Вышэйш. школа, 1981. — 351 с. — 8000 экз.[14]
- Завьялков А. Г. Актуальные вопросы ценообразования и задачи совершенствования цен. — Минск: о-во «Знание», 1981. — 23 с. — 1000 экз.[15]
- Планирование экономического и социального развития СССР : Учеб. для экон. спец. вузов / А. Г. Завьялков, С. П. Белько, Р. И. Нарцова и др. ; ред. А. Г. Завьялков. — Минск: Вышэйш. шк., 1987. — 414 с. — 21 000 экз.[16]

## Награды
- Орден Отечественной войны I степени, дважды: 14 ноября 1943 года, 6 апреля 1985 года[17]
- Орден Красной Звезды, 27 декабря 1942 года[18]
- Медаль «В ознаменование 100-летия со дня рождения Владимира Ильича Ленина», 1970 год
- Заслуженный деятель науки Белорусской ССР, 1983 год
- Почётные грамоты Верховного Совета Белорусской ССР

## Семья
Дочь Марина Завьялкова (род. 23 марта 1963 года).